# خيرمان روبلز
خيرمان روبلز (بالإسبانية: Germán Robles)‏ ممثل سينمائي اسباني مكسيكي  (ولد يوم 20 مارس من العام 1929 في خيخون) وهاجر إلى المكسيك عندما كان عمره 17 عاما، بعد الحرب الأهلية الإسبانية .
في السينما المكسيكية ، اشتهر بدور مصاص الدماء حتى قيل إنه أثر على أداء كريستوفر لي في أفلام مصاصي الدماء. كما عمل في الدبلجة الصوتية في إذاعة نايت رايدر في أمريكا اللاتينية .

## مقالات ذات صلة
- باتشين دي ميلاس
- خيرمان اوراثيو

## روابط خارجية
- خيرمان روبلز على موقع IMDb (الإنجليزية)
- خيرمان روبلز على موقع قاعدة بيانات الفيلم (الإنجليزية)